# Michael Morrow
Norman Michael MacNamara Morrow (Londres, 2 de outubro de 1929 — 20 de abril de 1994) foi um musicólogo, diretor musical e alaudista britânico.
Filho dos irlandeses Larry e Léonie Morrow, foi enviado para uma escola primária em Dublin, mas como foi diagnosticado com hemofilia, teve de receber as primeiras letras em casa. A partir de 1946 estudou arte na Hammersmith School of Art, em Londres, no National College of Art em Dublin, e no Belfast College of Art. Nesta época desenvolveu seu interesse pela música, além de estudar ornitologia.
Em 1950 entrou em contato com o cravista John Beckett, com quem mais tarde iria formar um conjunto musical, mas tendo recebido no ano seguinte uma bolsa de estudos em arte, passou um ano viajando entre Munique, Paris e Florença. Em 1953 começou a se apresentar como alaudista, aparecendo em programações de rádio, e no mesmo ano criou um cenário para o Pike Theatre Club, em Dublin.
Nesta época se reunia frequentemente com Beckett e o flautista John Sothcott, discutindo maneiras de interpretar a música medieval e renascentista. Morrow era um autodidata em música, mas estava insatisfeito com o estilo interpretativo empregado naquela época para esse repertório. A partir de estudos sobre a música folclórica de comunidades que mantinham vivas tradições medievais, e influenciado pelo 3º Programa da rádio BBC, que abriu espaço para um repertório antigo, começou a por em prática em recitais domésticos com seus amigos, mais o contratenor Grayston Burgess, experimentos de uma nova abordagem.
Essas reuniões conduziram à formação de um conjunto estável com voz e instrumentos, o Musica Reservata, que deu seu primeiro concerto público num restaurante, a Fenton House, em 30 de janeiro de 1960, não causando nenhuma impressão. A estreia "oficial" só ocorreu em 2 de julho de 1967, na Queen Elizabeth Hall, numa apresentação que Thomson et alii qualificaram de "inesquecível, uma ocasião em que sentimos que finalmente a música antiga havia decolado em Londres". A partir de então realizaram uma série de concertos regulares e mais de 15 gravações. No início da década de 1970 começaram a surgir divergências entre Beckett e Morrow, e no fim de 1973 Beckett abandonou o grupo, que passou a ser regido por Andrew Parrott até sua dissolução nos anos 1980. Morrow veio a falecer de hepatite C em 1994.
O Musica Reservata incorporou um grupo de intérpretes altamente qualificado, que incluía Jeremy Montagu, John Sothcott, Ian Partridge, Nigel Rogers, Grayston Burgess, Paul Elliot, Jantina Noorman, David Fallows, Christopher Page, David Munrow, Anthony Rooley e Andrew Parrott. Foi um dos primeiros conjuntos dedicados à interpretação de música antiga de acordo com pesquisas musicológicas avançadas, e de todos o primeiro realmente importante, considerado um divisor de águas, buscando reconstruir as práticas perdidas e usando instrumentos antigos ou cópias fiéis, centrado na preocupação com a autenticidade da interpretação. Embora Beckett e depois Parrott respondessem pela regência das apresentações, o verdadeiro líder do grupo era Morrow, que se encarregou da sua direção musical e foi seu principal ideólogo. Além de sua atuação como diretor musical e intérprete de alaúde e chitarrone, desenvolveu destacada atividade no rádio, dando palestras e veiculando conversas informais didáticas para divulgar seus conceitos, e ganhou elevada reputação como musicólogo, resgatando muitas músicas esquecidas, fazendo transcrições e edições e escrevendo artigos. A gravação Music from the time of Christopher Columbus (1968) recebeu o Prêmio Edison.
O Musica Reservata foi aclamado por muitos críticos, mas os mais conservadores questionavam seu estilo de interpretação. O próprio Morrow repetidas vezes deixou claro que ninguém podia ter certeza sobre os resultados, já que não temos uma máquina do tempo para observar uma execução no passado, e em última análise o que fazia eram experimentos. Porém, ele dizia que havia meios de fazer suposições plausíveis a partir de boas bases históricas, e sobretudo se tornara evidente que não se podia tocar música antiga a partir de conceitos modernos. Hoje sua importância e seu papel renovador são largamente reconhecidos. Morrow veio a ser considerado uma destacada autoridade em música antiga, tornando-se uma referência para toda uma geração de músicos interessados na recuperação do estilo interpretativo do repertório pré-barroco, sendo louvado pela novidade, consistência e vigor de sua abordagem. Segundo Nick Wilson, "ao entrevistar intérpretes e outros especialistas em música antiga para esta pesquisa, foi surpreendente ver o quão frequentes foram as citações da abordagem de Morrow como algo realmente novo, único e altamente original". Para Catherine Mackintosh, diretora da Academy of Ancient Music e depois da Orchestra of the Age of Enlightenment, "o Musica Reservata foi o mais excitante e original conjunto de música antiga de todos os tempos". Andrew Parrott disse que sua experiência com o grupo foi uma das mais importantes em sua carreira, acrescentando que "era um grupo maluco, excêntrico e inovador, que criou uma tremenda abertura para o repertório anterior ao Barroco". O compositor Michael Nyman disse que seu surgimento representou uma novidade excitante, e que "foi um absoluto choque para o sistema musical descobrir que a música antiga podia ter o mesmo tipo de vitalidade e produzir o mesmo alto impacto em nossos sentidos quanto a música de Stravinsky, Stockhausen ou Steve Reich". O musicólogo Clifford Bartlett assim se expressou:
"O ponto de virada foi o Musica Reservata no fim dos anos 1960. Eles foram um evento imenso. [...] Morrow não era um maestro. Ele era um homem de ouvido bom — tinha um conceito sobre o som que desejava. É isso o que era tão bom no Musica Reservata — eles abriram um novo caminho, um estilo de cantar completamente diferente. [...] Com um pouco de musicologia por trás, muita intuição e ousadia, e o desejo de fazer algo revolucionário, e eis uma completa ruptura".